# Habranthus minor
Habranthus minor är en amaryllisväxtart som beskrevs av Pierfelice Ravenna. Habranthus minor ingår i släktet Habranthus och familjen amaryllisväxter. Inga underarter finns listade i Catalogue of Life.